# Campodenno
Campodenno es una ciudad italiana de 1.509 habitantes en la provincia de Trento, que se encuentra a unos treinta kilómetros de la capital, en la Comunidad de Valle en el Val di Non (C6).

## Geografía física
La elevación del nivel del mar del municipio es de 534 metros, todo el territorio se encuentra entre 269 y 2.678 metros, para un total de excursión Altitud que asciende a 2.409 metros.
El territorio comunal tiene una superficie de 25.37 kilómetros cuadrados, una densidad de población de 56,54 habitantes por kilómetro cuadrado.
En el territorio del municipio hay 29 empresas industriales con 89 trabajadores que son el 27,73% del total de los trabajadores, 19 empresas de servicios que emplean a 117 personas que son el 36,45% del total de los trabajadores, otras 23 empresas de servicios de 81 trabajadores el 25,23% del total de los trabajadores y 19 oficinas administrativas que emplean 34 personas que son el 10,59% del total de los trabajadores.  Hay un total de 321 trabajadores, equivalente al 22,35% de los habitantes del municipio.
Descripción del escudo heráldico: En la primera plata de león rojo langued del mismo concreto oro, alza una escalera negra (9) en la trituración, regente con branquias una estrella (5) de oro para la investigación;  de acuerdo con un tablero de ajedrez de rojo y plata originada por tres y ocho truncamientos trinciature.
El patrón de Campodenno es San Maurizio y Compañía y se celebra el 22 de septiembre.
Aniversarios de los patronos de las fracciones son: En Dercolo San Stefano el 26 de diciembre, En Lover Inmaculada Concepción de la Santísima Virgen María el 8 de diciembre, en Quetta Sant'Egidio el 1 de septiembre y Termon Natividad de San Giovanni Battista el 24 de junio.
Perímetro Municipal: 28.678 m.

## Evolución demográfica
Según los datos recogidos en el censo de 2001 los habitantes de la ciudad eran 1.436 (715 varones y 721 mujeres) divididos en 537 familias con una familia media de 2,67.  El número de la vivienda 667. En el censo de 1991 para el municipio de Campodenno demostró una población de 1 390 habitantes, que en la década 1991-2001 hubo un cambio en los habitantes del + 3,31%.
| Gráfica de evolución demográfica de Campodenno entre 1861 y 2001 |
|                                                                  |
| Fuente ISTAT - elaboración gráfica de Wikipedia                  |